# Paul Freeman (aktor)
Paul Freeman (ur. 18 stycznia 1943 w Hertfordshire w Anglii) − brytyjski aktor filmowy i telewizyjny.

## Filmografia
- Psy wojny (The Dogs of War, 1980) jako Derek
- Poszukiwacze zaginionej Arki (Raiders of the Lost Ark, 1981) jako dr René Belloq
- Po kłębku do nitki (Without a Clue, 1988) jako profesor Moriarty
- Mighty Morphin Power Rangers: The Movie (1995) jako Ivan Mazisty
- Ryzykanci (Double Team, 1997) jako Goldsmythe
- Arytmetyka diabła (The Devil’s Arithmetic, 1999) jako rabin
- Haker (2002) jako prezes MIT
- Smokiem i mieczem (George and the Dragon, 2004) jako sir Robert
- Hot Fuzz − Ostre psy (Hot Fuzz, 2007) jako Philip Shooter

## Nagrody i wyróżnienia
- 1982, Academy of Science Fiction, Fantasy & Horror Films, USA:
  - nominacja do nagrody Saturna w kategorii najlepszy aktor drugoplanowy (za rolę w filmie Poszukiwacze zaginionej Arki)
- 2001, Cairo International Film Festival:
  - nagroda dla najlepszego aktora (za rolę w filmie Morlang)